# Museo Municipal de Estepona
El Museo Municipal de Estepona es un complejo museístico de la ciudad de Estepona (Málaga), España, compuesto por cinco submuseos de distinta temática: arqueología, paleontología, etnografía, tauromaquia e imagen y sonido. 

## Museo arqueológico
Los restos más antiguos expuestos se remontan al Paleolítico, hace unos 100000 años, y consisten en una serie de útiles tallados en Piedra. También podemos contemplar testimonios del Neolítico y las edades del Cobre y el Bronce, tales como cerámicas, útiles de piedra tallada y hachas de piedra pulida, etc. Destacan entre los materiales de época Fenicia, los procedentes de yacimiento denominado "El Torreón", donde hace unos 2600 años se asentaron los fenicios. En las excavaciones realizadas se han descubierto restos de diversas viviendas, almacenes, platos, urnas, etc. Entre los objetos más importantes descubiertos en " El Torreón " se encuentran diversas cerámicas, monedas, joyas, y sobre todo, una terracota del Dios fenicio Bes. El asentamiento esteponero más importante de época romana es la villa romana de Las Torres donde se encuentran diversos restos que podrían pertenecer a una ciudad romana denominada " saldubei", Salduba, las excavaciones han puesto en descubierto, habitaciones con pavimentos de mosaicos, restos de columnas y estatuas de mármol, etc. También pueden contemplarse diversos restos de época musulmana, entre los que destacan los hallados en el " Castillo Nicio ", donde han aparecido cerámicas y monedas de los siglos IX; X; XI d. C. Pero los restos musulmanes más abundantes corresponden a la "Ciudad Estebbuna", la Estepona árabe, de donde proceden diversas vasijas de los siglos X al XV, así como vestigios de sus murallas, edificios públicos y cementerio.

## Museo paleontológico
También llamado "El Plioceno de Estepona".

## Museo etnográfico

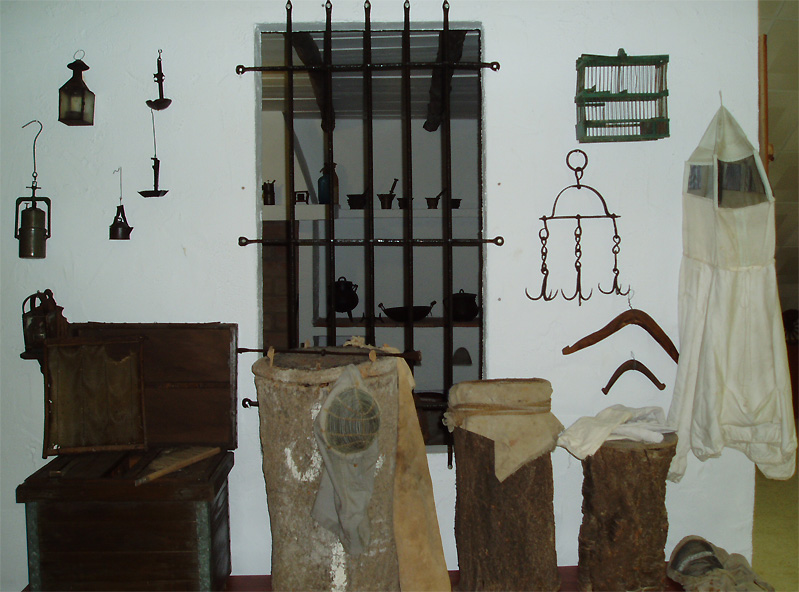
Sección de etnografía.

Denominado "Aperos del Campo y Mar", cuenta con una importante exposición de más de 2000 objetos de interés etnográfico. Su propósito principal es mostrar y difundir la forma de vida de los habitantes de la comarca de Estepona en los últimos siglos. El espacio expositivo del museo se estructura en diversas salas temáticas, en las cuales se proporciona al visitante la información ordenada siguiendo un criterio básico: la funcionalidad de los aperos.
- Sala de miniaturas: con reproducciones a escala, realizadas a mano, de herramientas, aperos de labranza... además de una colección de herramientas y navajas.
- Sala del campo: donde se agrupa la información y los utensilios siguiendo un criterio funcional en diferentes apartados: casa de campo, la apicultura, la siembra, la siega, la trilla, el almacén de granos, la ganadería, la fragua y la fábrica de gaseosa.
- Sala marinera: donde encontramos miniaturas realizadas a mano de sitintos tipos de embarcaciones, artes de pesca, una patera equipada, paneles de aparejos, nudos, etc.
- Sala transmediterránea: donde se exponen tres maquetas de barcos de pasajeros, una bitácora, un puente de mando y varios cuadros.

## Museo de imagen y sonido
Llamado "Luís García Berlanga".

## Museo taurino
El museo taurino Antonio Ordóñez está dedicado a este torero que, además, fue el primer empresario del coso taurino esteponero, fue inaugurado por su nieto, el torero Francisco Rivera Ordóñez. En el museo se pueden observar multitud de objetos relacionados con la fiesta de los toros, tales como fotografías de importantes toreros de todas las épocas, cabezas de toros lidiados en tardes memorables, fotos de escenas en la plaza que pasaron a la historia... También en ella están diversos trajes que han vestido muchos toreros durante la historia de la plaza de Estepona.